# Sondre Guttormsen
Sondre Guttormsen, född 1 juni 1999, är en norsk friidrottare som tävlar i stavhopp.

## Karriär
Vid de europeiska inomhusmästerskapen i friidrott 2023 i Istanbul tog Guttormsen guld i stavhopp. Den 10 mars 2023 satte han personligt rekord, och norskt rekord, i stavhopp då han hoppade 6,00 meter.